# Sambhali Trust
Sambhali Trust est une organisation non gouvernementale (ONG)  basée à Jodhpur, en Inde.
Fondée en 2007, cette association rajasthani a pour but d'émanciper les femmes et enfants défavorisés, majoritairement dalits (intouchables), et souffrant de discriminations multiples liées à leur caste, leur genre et leur religion. Sambhali trust offre ainsi un accès gratuit à des centres éducatifs, des formations professionnelles, des lieux d'accueil et des soutiens sociaux, médicaux, psychologiques et juridiques. L'association est active à Jodhpur, Jaisalmer et dans le village de Setrawa. Depuis sa création, Sambhali Trust a aidé plus de 77 800 femmes, enfants et minorités de genre au Rajasthan. Des organisations partenaires relaient et financent les actions de Sambhali Trust dans cinq pays européens et aux États-Unis.

## Histoire de Sambhali Trust
À la mort de son père lorsqu'il avait presque quinze ans, Govind Singh Rathore est devenu chef de famille et a vu le statut de sa mère, désormais veuve, réduit à néant. Du jour au lendemain, elle a été bannie de sa communauté et de ses amis. En effet, dans la société patriarcale indienne, les femmes veuves perdent leurs droits et leur respect, peu importe leur statut préalable. Fiancé à quinze ans et marié à vingt, Govind a commencé à s'intéresser au sort des femmes et enfants de sa communauté, à commencer par sa propre femme de ménage. Il l'a convaincue de lui présenter ses filles pour leur apprendre à lire et à écrire, et très vite le nombre de femmes présentes à ses cours s'est accru. Six mois plus tard, le 16 janvier 2007, Sambhali Trust est née.

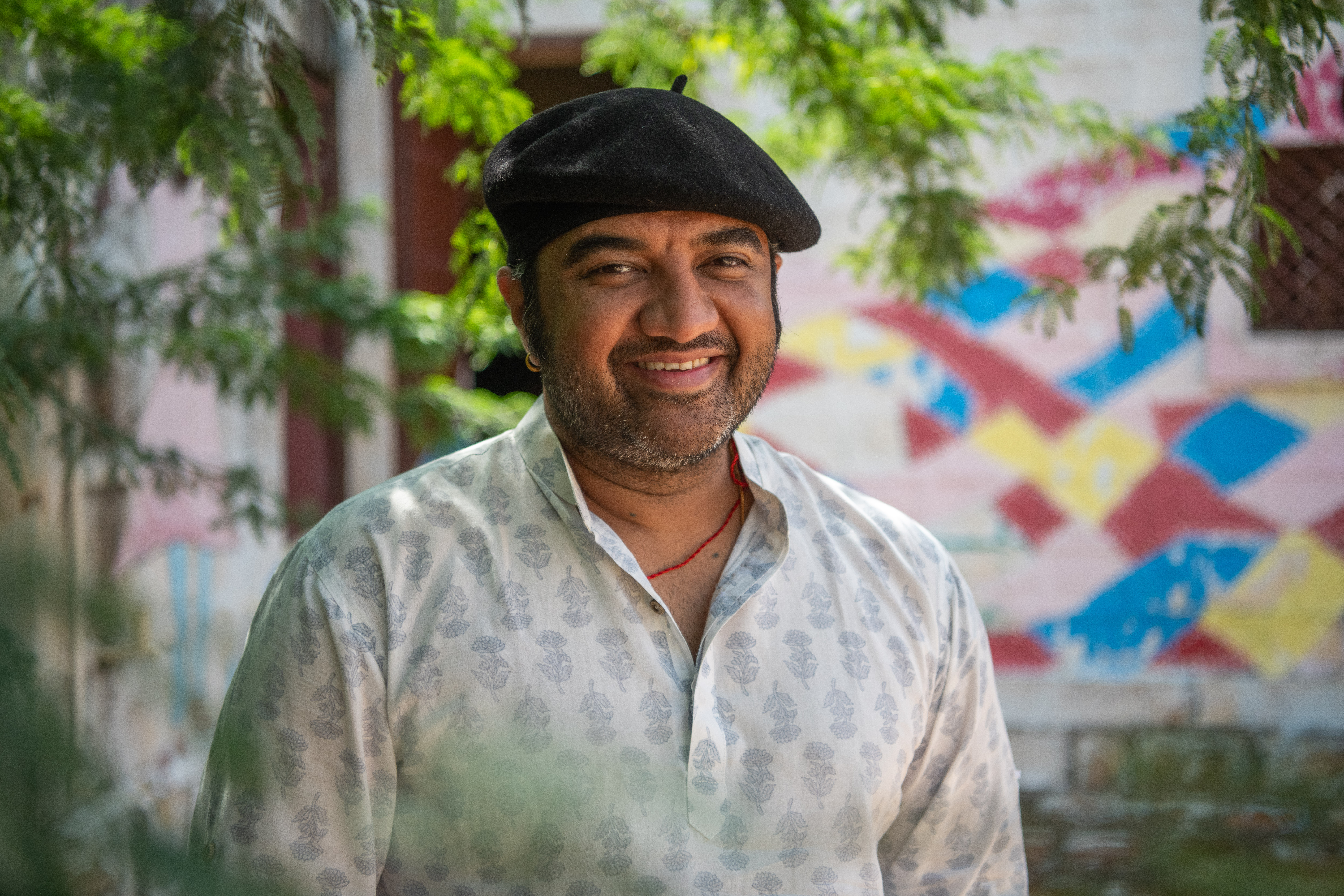
Govind Singh Rathore, fondateur de Sambhali Trust

Le sens du mot Sambhali renvoie à l'idée de prendre soin de quelque chose ou quelqu'un. L'objectif premier de Sambhali Trust est de permettre aux femmes du Rajasthan d'accéder à l'indépendance financière pour sortir de la pauvreté et faire reculer les discriminations sexistes et classistes. Pour ce faire, l'association a d'abord misé sur l'éducation et a donc créé un programme permettant d'apprendre gratuitement l'Hindi, l'anglais et les mathématiques ainsi que la couture et la broderie aux femmes et aux jeunes filles de Jodhpur. Dans un second temps, l'association a créé des empowerment centers (centres d'émancipation) à Jodhpur, Jaisalmer et Setrawa. L'objectif de ces centres est de permettre aux femmes et aux filles les fréquentant d'acquérir les compétences et connaissances nécessaires pour trouver un emploi ou créer une entreprise elles-mêmes. Ces centres leur permettent aussi de se rencontrer entre elles, sortir de l'isolement et créer des liens sociaux forts.
En 2015, Sambhali Trust obtient le Statut Consultatif spécial auprès du Conseil économique et social des Nations unies (ECOSOC) de l’ONU, une forme de reconnaissance internationale permettant de proposer des documents et d’assister aux réunions de ce conseil qui adopte notamment des résolutions humanitaires.
En 2020, pendant la pandémie de COVID-19, la famille de Govind Singh Rathore ainsi que d'autres membres de l'association se rendent à Setrawa, village ancestral du fondateur, et fournissent de la nourriture et des masques aux populations locales. Les locaux de Jodhpur sont laissés à disposition des autorités pour y établir des centres de quarantaine.
Afin d'améliorer la pérennité de Sambhali trust et de réduire sa dépendance aux dons extérieurs, la Sambhali Development Foundation a été crée en 2024. C'est une initiative à but non lucratif qui permet de créer de l'emploi et de soutenir les communautés marginalisées du Rajasthan. La fondation repose sur trois projets clés, le Sambhali Café, la Sambhali Boutique et les Sambhali Walks.

## Structure et programmes
Sambhali Trust repose sur une multitude de programmes et de plans d'action :

### Lesempowermentcenters

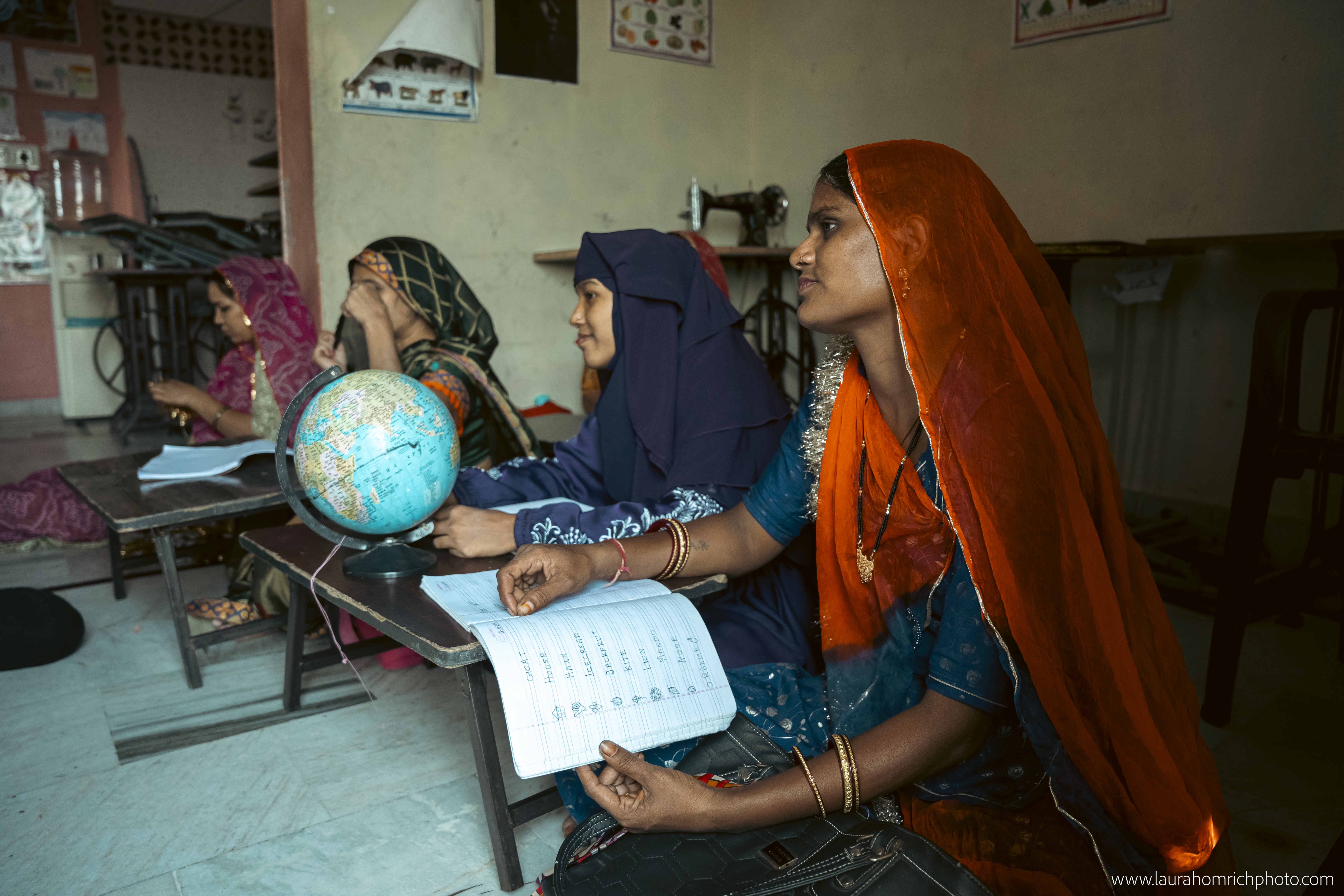
Femmes étudiant dans un empowerment center de Jodhpur

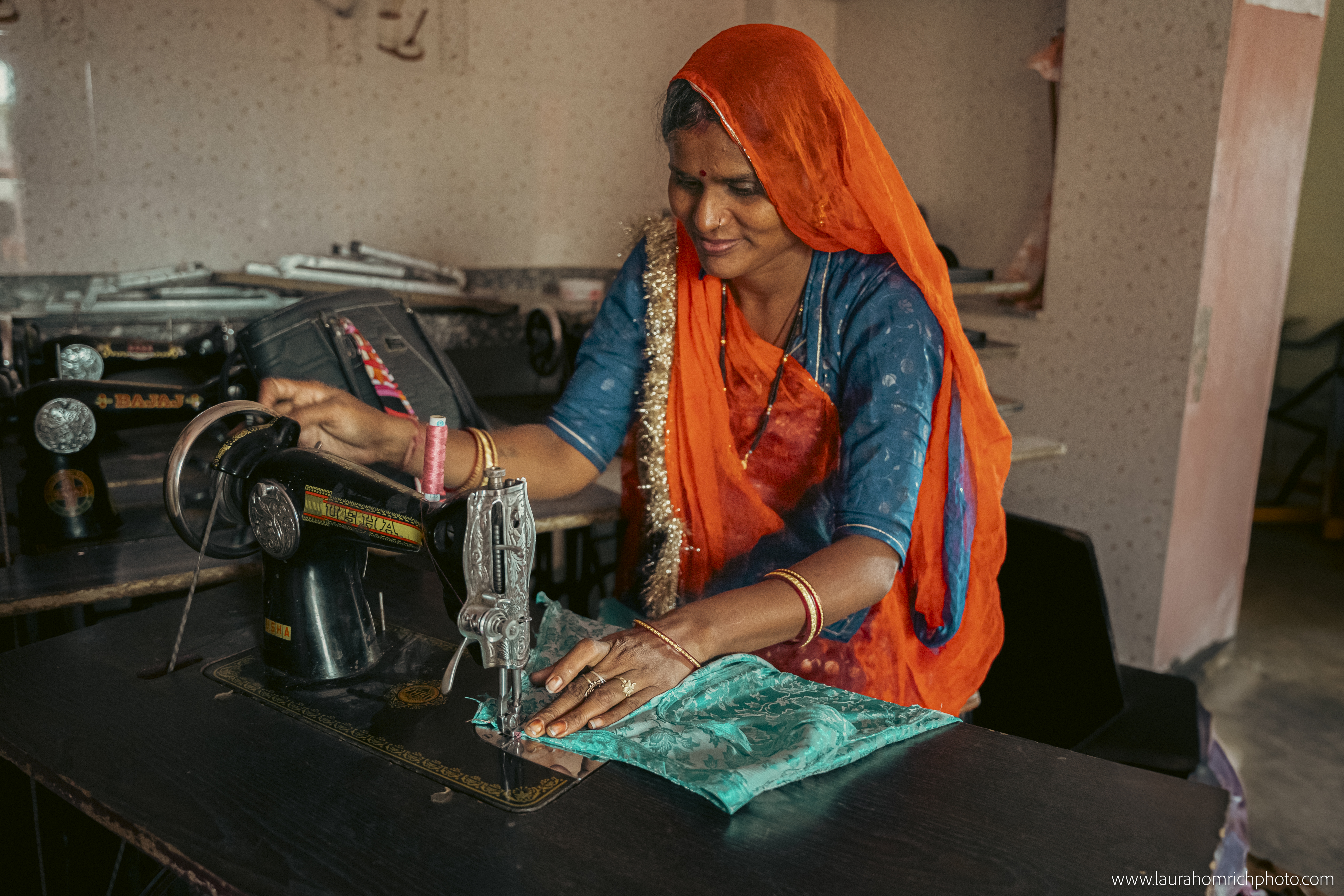
Cours de couture dans un empowerment center de Jodhpur

Ces centres permettent à des femmes et des enfants défavorisés de recevoir une éducation académique et pratique pour accéder à l'indépendance financière et briser le cycle de la pauvreté. Ils proposent ainsi un accès gratuit à des cours de Hindi, d'anglais et de mathématiques dispensés par des professeures indiennes et des volontaires internationaux. Les femmes sont aussi formées en couture et en broderie traditionnelle afin de pouvoir créer seules des produits pour les vendre par la suite et accéder à une certaine indépendance financière. Au terme d'un programme annuel, les femmes bénéficiaires reçoivent une machine à coudre afin de pouvoir continuer à créer depuis leur foyer et s'assurer un revenu. Les empowerment centers, en plus de fournir un accès à l'éducation, sont aussi des lieux d'accueil pour les femmes et enfants qui n'ont pas toujours d'autres endroits pour se retrouver et sociabiliser. Les centres sont ainsi ouverts tous les samedis pour des jeux, chants et discussions. En outre, ils procurent une sécurité physique grâce à une visite médicale gratuite tous les mois et un suivi personnalisé de chacun et chacune. Pour finir, chaque semaine dans les centres sont donnés des "workshops", exposés en Hindi par la directrice de chaque centre sur des sujets actuels et nécessaires à la vie quotidienne comme la santé et l'hygiène féminine, les droits des femmes, la politique indienne ou encore le harcèlement. Ces exposés sont parfois dispensés par des volontaires internationaux, sur des sujets dont ils sont experts. Des cours de self défense sont aussi donnés.
Depuis sa création, plus de 6 200 femmes et enfants ont bénéficié de ce programme à Jodhpur, Jaisalmer et Setrawa. Il existe actuellement dix empowerment centers répartis sur ces trois villes, .

### Lesboarding homes
Les internats de Sambhali ont été créés pour permettre aux femmes et enfants de milieux ruraux de pouvoir suivre une éducation quotidienne et continue de la primaire aux études supérieures financées par des parrainages individuels. Ils accueillent également des femmes fuyant des foyers abusifs. Sambhali Trust compte trois internats en 2025.

Le Sambhali Sheerni Boarding Home est le premier internat fondé par Sambhali en mai 2012. En avril 2017, le Sambhali Laadli Boarding Home a été créé, et enfin le Abhayasthali Boarding Home a été construit pour accueillir les femmes allant à l'université.

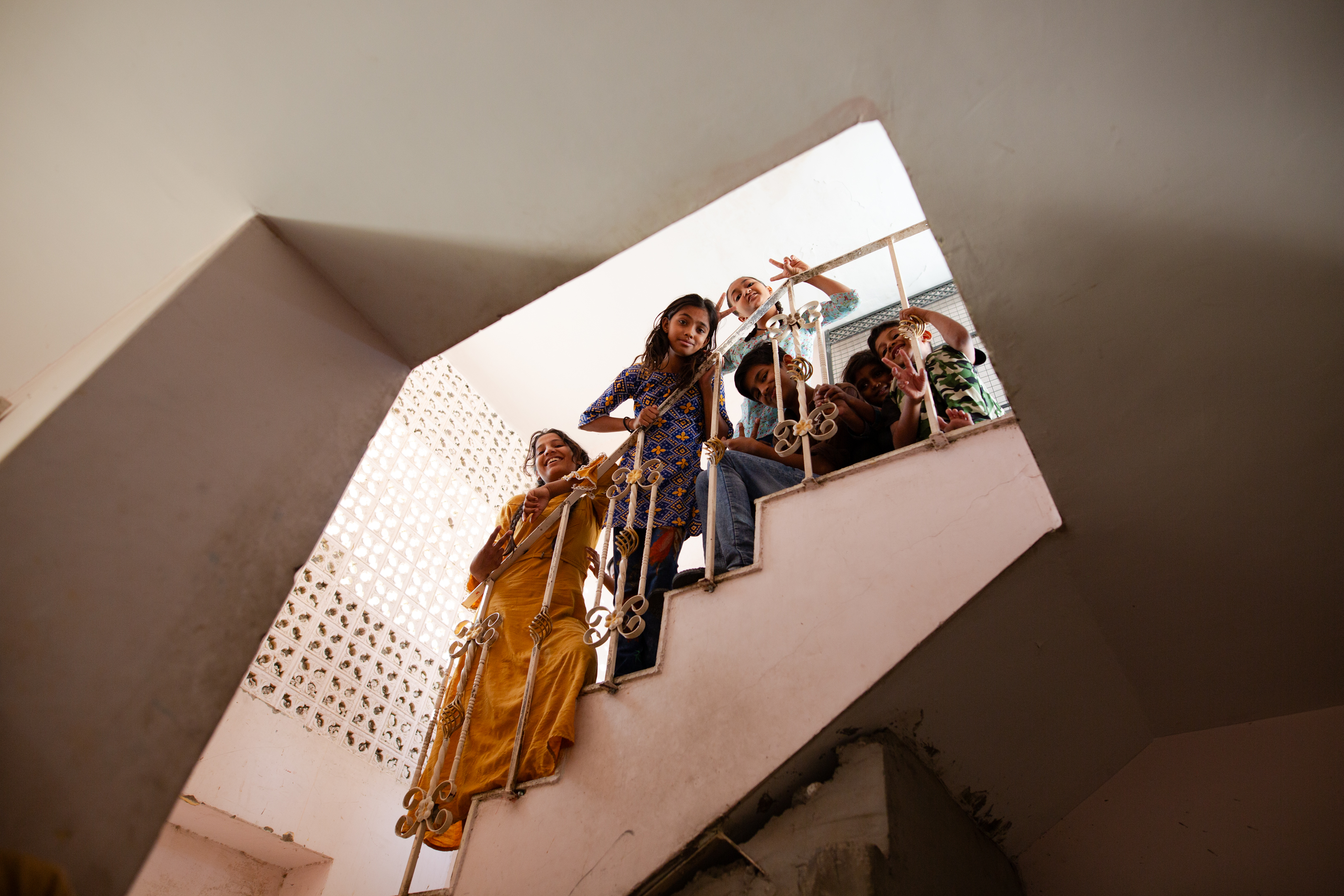
Jeunes femmes dans une boarding home de Sambhali

Dans chaque internat on retrouve une femme référente qui vit sur place, s'occupe des repas et accompagne les résidents. Les volontaires internationaux y donnent aussi des cours ou organisent des activités, et un suivi médical précis et personnalisé est mis en place pour chaque interne. On apprend aux résidents des gestes d'hygiène quotidiens à mettre en place, et un tuteur est chargé d'évaluer le niveau scolaire de chacun pour les aiguiller dans différents centres ou écoles. Dès que les jeunes sont en bonne santé, à jour de leurs vaccins et bien installés, ils sont envoyés à l'école et les tuteurs se chargent alors de leur fournir une aide aux devoirs et de faire la traduction entre les volontaires anglophones et les internes - qui ne parlent souvent que Marwari ou Hindi - .
Les internats accueillent au total 206 jeunes femmes et enfants depuis 2012, âgés de 6 à 18 ans.

### Le programme de bourses d'études
Ce programme repose sur un système de parrainage international. Chaque personne qui le souhaite peut parrainer un enfant, financer son éducation et suivre sa scolarité à distance. Adressé aux enfants de foyers n'ayant pas les moyens de payer leurs frais de scolarité, 214 enfants bénéficient en 2024/2025 de ce programme qui a aidé plus de 3 400 enfants depuis sa création.

### Le programme demicrofinance
Ce programme créé en octobre 2009 accroît l'indépendance financière des femmes en leur permettant de créer leur entreprise et de se former aux enjeux économiques des métiers de la conception textile. Ces femmes reçoivent une formation gratuite en finances et commerce, et une aide pour obtenir des prêts et gérer leur argent. En 2024, 80 femmes bénéficient de ce programme qui a soutenu l'émancipation économique de 451 femmes en 15 ans. 85% des femmes bénéficiaires de ce programme sont Dalits.

### Le programmeNirbhaya
Créé en 2014, ce programme propose un service d'assistance téléphonique pour les femmes du Rajasthan. Cette assistance consiste aussi en un accueil des victimes au siège de Sambhali à Jodhpur, un accompagnement psychologique et une aide administrative en cas de plaintes potentielles ou de séparation. En 2024, 7005 femmes ont bénéficié de ce programme, qui a aidé plus de 21 700 femmes depuis sa création.

### Le programmeGarima

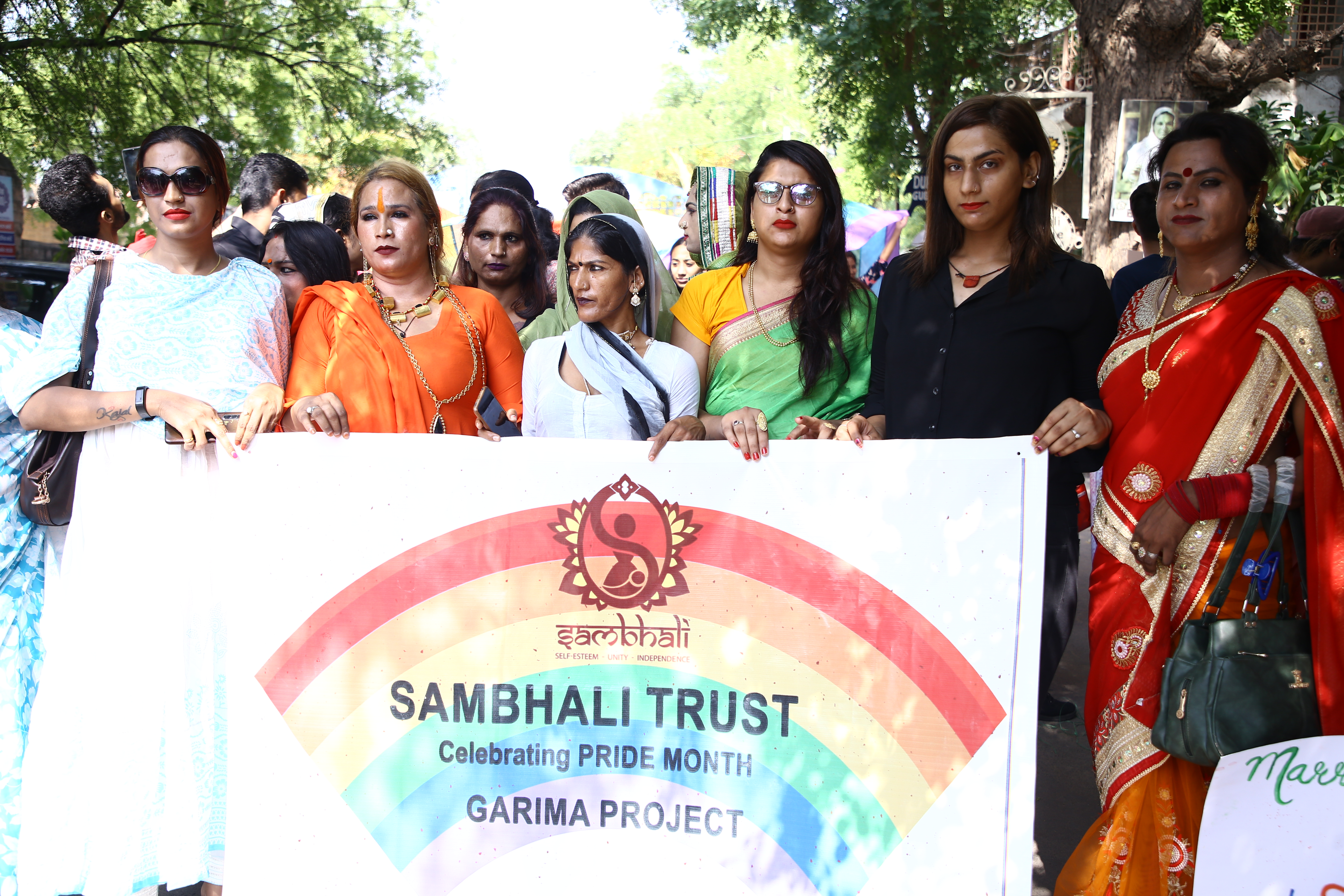
Le programme Garima s'engage en faveur de la reconnaissance des communautés LGBTQIA+ lors de la marche des fiertés locale.

Il propose un espace d'écoute et d'expression sécurisé aux membres de la communauté LGBTQIA+ qui souffrent de discriminations dans les sphères publiques et familiales en dépit d'avancées légales en cours .Garima propose en outre un soutien professionnel pour les individus ayant subi des atteintes physiques, psychologiques et financières afin de leur permettre de sortir de ces situations de vulnérabilité. Enfin, Garima s'engage pour une meilleure reconnaissance de la communauté LGBTQIA+ en organisant des évènements publics collectifs comme la marche des fiertés tout en protégeant l'image d'individus susceptibles d'être discriminés en raison de leur appartenance à cette communauté. Ce programme a bénéficié à 1680 personnes en 2024/2025.

### Le programmeAardash - No Bad Touch
Fondé en 2013, No Bad Touch intervient dans les écoles locales ainsi que dans les empowerment centers et les boarding homes de Sambhali Trust dans une optique de prévention des agressions sexuelles. Aucun autre programme mis en œuvre à l'école n'aborde cette thématique au Rajasthan. En 2024/2025, 4855 nouveaux élèves ont bénéficié de ce programme qui a touché près de 28 300 élèves depuis son lancement.

### Sambhali Sarai
Il s'agit d'un refuge pour les femmes et minorités victimes de violences liées à leur genre ou orientation sexuelle, ou pour les personnes ayant été rejetées par leur famille.
Chaque programme est administré par un chef de programme qui dirige une équipe de professeurs, d'intervenants et d'assistants tout en favorisant l'entraide entre bénéficiaires. Une dizaine de professeurs d'hindi et de couture, pour la plupart diplômés du programme Sambhali, sont assistés par vingt à trente volontaires venant du monde entier. La plupart des volontaires enseignent l'anglais et les mathématiques tandis que certains sont spécialisés dans la mode et le design.

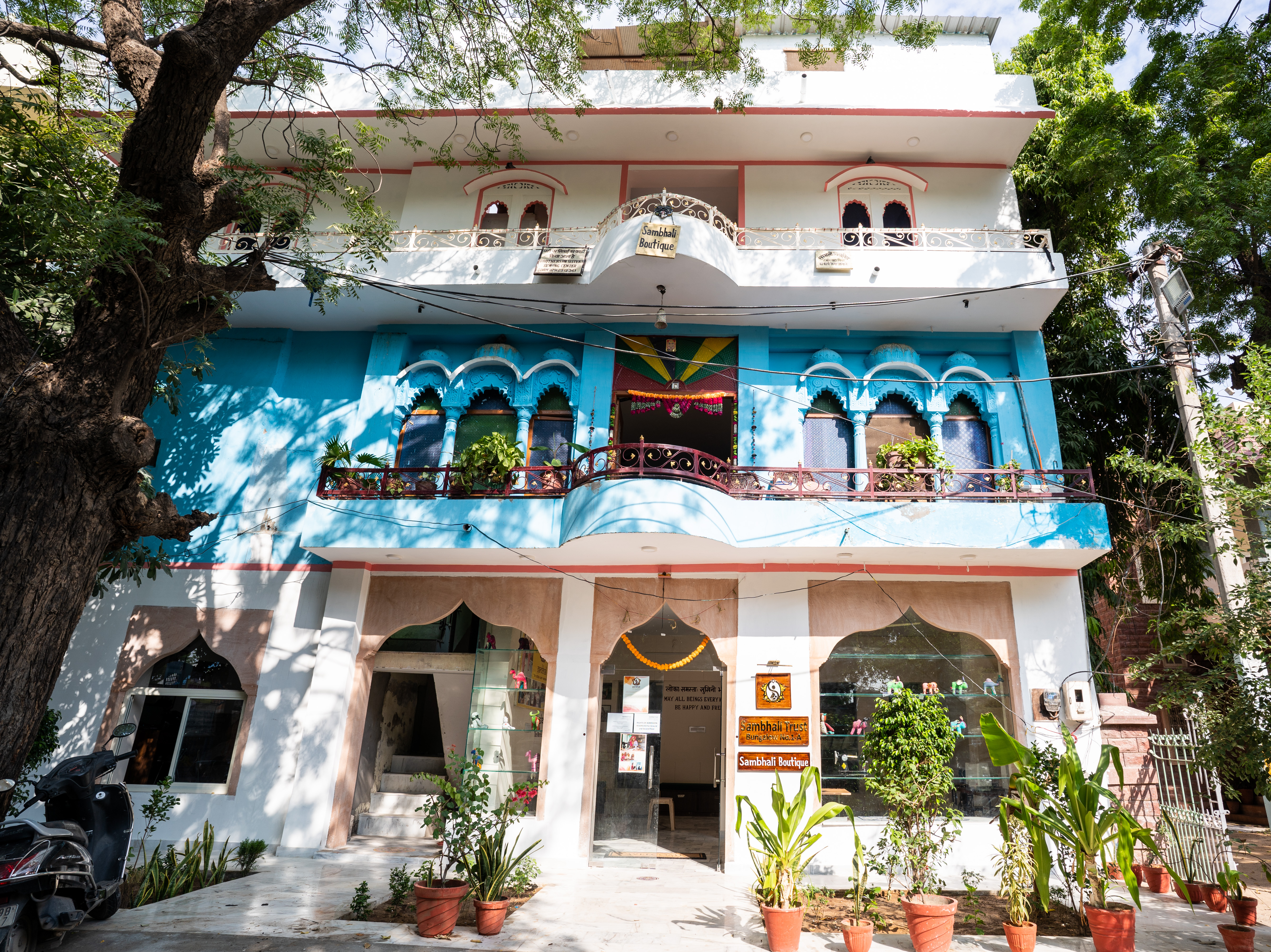
Les locaux accueillant les bureaux et la boutique de Sambhali Trust à Jodhpur.

 Par ailleurs, les locaux de Sambhali Trust à Jodhpur abritent des bureaux où l'équipe administrative composée de salariés de l'association ainsi que de volontaires internationaux coordonne les actions de l'association tout en gérant les relations publiques, partenariats et financements. On y retrouve enfin un atelier de couture employant quinze femmes issues des empowerment centers et une boutique où le fruit de leur travail est proposé à la vente. Les revenus annuels de cette boutique se comptent entre 400 et 500€ par mois. Ils ont fortement diminué depuis la pandémie de COVID-19 ayant entraîné la fermeture de la boutique historique située dans le centre-ville touristique de Jodhpur.
Sambhali Trust est financé en grande partie par des donateurs individuels et des subventions étrangères. De nombreuses fondations internationales parmi lesquelles Frères de nos Frères et la Fondation pour le Logement des défavorisés ont contribué à financer les programmes de Sambhali Trust. Depuis 2013, Sambhali Trust est affilié aux organisations sœurs Sambhali Austria, Sambhali Germany, Sambhali Switzerland, Sambhali U.K, Sambhali U.S et Sambhali France. Les dons recueillis par le biais de ces organisations sœurs sont tous redirigés vers l'organisation centrale, basée en Inde.

## Sambhali Development Foundation[7]

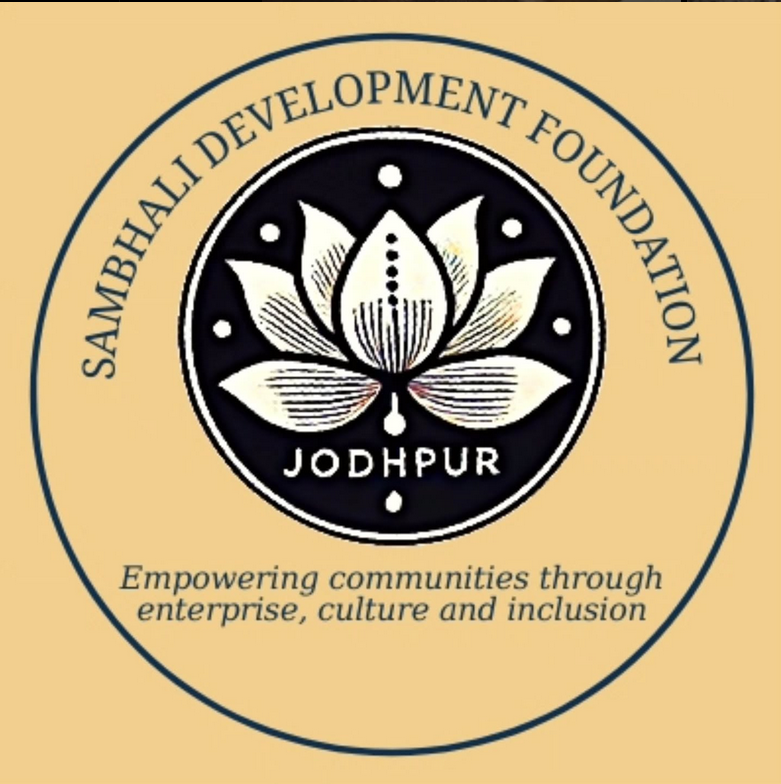
Logo de la Sambhali Development Foundation

A l'issue de la pandémie de COVID-19, l'ONG Sambhali trust s'est retrouvée en difficulté financière et en manque de volontaires internationaux. Afin de remédier à ce manque et de ne plus reposer uniquement sur les dons extérieurs, Govind Singh Rathore , fondateur et gérant de l'ONG, a décidé de créer en Décembre 2024 la Fondation Sambhali pour le développement. Cette fondation est une initiative à but non lucratif visant à développer le tourisme de Jodhpur, créer de l'emploi pour les communautés LGBTQIA+, favoriser l'accueil et l'épanouissement des communautés marginalisées du Rajasthan et collecter des fonds intégralement reversés en dons à l'association Sambhali trust.
Cette initiative repose sur trois projets, gérés par des personnes de la communauté LGBTQIA+ et les volontaires internationaux.

Doudous faits main par les femmes des empowerment centers et vendus à la Sambhali Boutique

### Sambhali Boutique

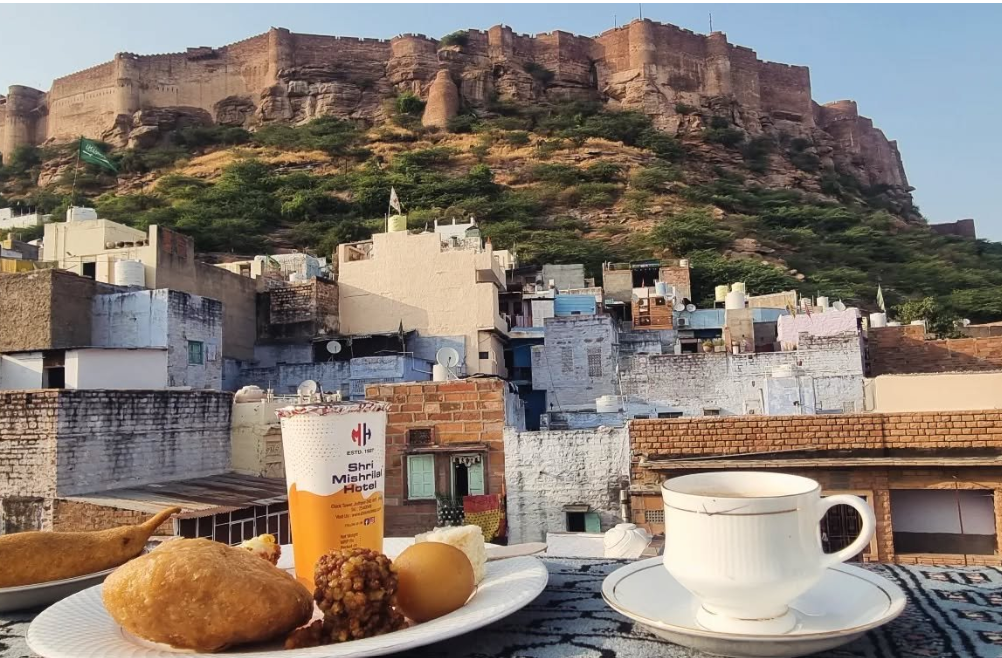
Vue du Fort de Mehrangarh depuis la terrasse du Sambhali Café

Ce projet, qui existait déjà avant la création de la Sambhali Development Foundation a été développé depuis. Il s'agit d'une boutique présente en deux emplacements, au siège de Sambhali trust à Jodhpur, et attenante au Sambhali Café dans la vieille ville de Jodhpur. Dans cette boutique sont vendus des vêtements, sacs, carnets, doudous et autres articles entièrement confectionnés à la main par les femmes travaillant dans les empowerment centers. Ces femmes sont rémunérées pour leur travail et le reste de l'argent est reversé à Sambhali trust.

### Sambhali Café
Situé en plein cœur de la vielle ville de Jodhpur, ce café associatif propose des boissons fraîches et chaudes ainsi que des plats salés et sucrés typiques de la gastronomie rajasthani. Il est situé à l'étage d'un des empowerment centers et tous ses employés sont des personnes de la communauté LGBTQIA+. Ce café sert à créer de l'emploi pour les communautés marginalisées et à promouvoir auprès du public étranger l'existence de l'ONG. Tous les revenus du café servent à rémunérer les employés et le reste est reversé en dons à Sambhali trust. C'est un café à but non lucratif.

### Sambhali Walks

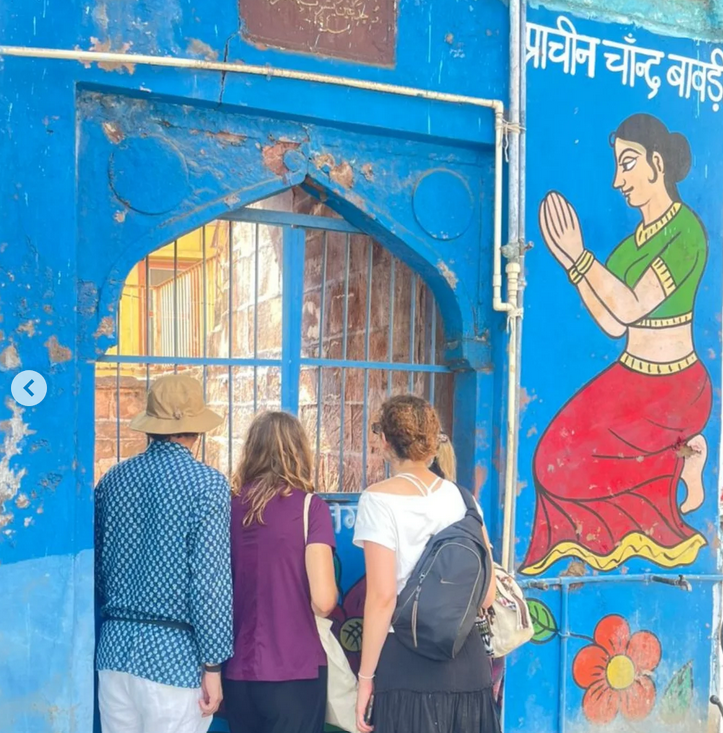
Volontaires français durant la Sambhali Walk

Enfin, les Sambhali Walks, dirigées par Virendra Singh Chouhan sont une initiative touristique visant à faire découvrir à pied ou en tuctuc la ville de Jodhpur et son histoire. C'est une marche de quelques heures dans les ruelles de la vieille ville avec un guide de l'association. Durant la marche, on apprend beaucoup sur la culture indienne et la ville de Jodhpur, et tout particulièrement sur le rôle des femmes dans la vie indienne et son histoire. La promenade se termine par la dégustation des spécialités salées et sucrées de la région au Sambhali café. Les revenus de cette visite guidée sont également entièrement reversés en don à l'ONG Sambhali trust.